# Marko Kopljar
Marko Kopljar (Požega, 12 de fevereiro de 1986) é um handebolista profissional croata, medalhista olímpico.